# Ippoloco
Nella mitologia greca,  Ippoloco (in greco antico: Ἱππόλοχος) è il nome di diversi personaggi.

## Il mito
Sotto tale nome ritroviamo:
- Ippoloco, figlio di Bellerofonte e di Filonoe o di Anticlia. Egli era lo sfidante di Isandro, il vincitore della gara avrebbe avuto il trono della Licia. La sfida era una gara di abilità con l'arco, solo che dovevano centrare un anello d'oro appeso al petto di un bambino. Si disputava su chi poteva essere tale pargolo, se il figlio di Ippoloco o quello di Isandro, allorché intervenne la sorella dei due Laodamia che mise l'anello al petto del proprio figlio Sarpedonte. A tal punto Ippoloco rinunciò ad ogni pretesa. Suo figlio fu Glauco.
- Ippoloco giovane guerriero troiano, figlio di Antimaco e fratello di Pisandro, al quale fece da auriga nella guerra contro gli achei. Caduto prigioniero di Agamennone insieme al fratello, dovette prima assistere alla fine di questo, che fu ucciso con un colpo di lancia, quindi fu egli stesso messo a morte, in maniera ancora più efferata, dal comandante dei Greci, che con la spada dapprima gli troncò entrambe le braccia, poi gli fece volare la testa che gettò tra i combattenti come una trottola lanciata dalle mani di un pargolo, facendo rotolare infine il busto sul terreno cosparso di sangue. Omero narra questa vicenda nel libro XI dell'Iliade; altre fonti a noi non pervenute dovevano parlare probabilmente di un'ulteriore vendetta di Agamennone sui resti del giovane, poiché in alcune produzioni artistiche si vede l'acheo con la testa recisa di Ippoloco esibita a mo' di trofeo, cui forse intende anche negare la sepoltura.

### Pareri secondari
Alcuni autori citano anche un altro Ippoloco figlio di Antenore, che dopo la caduta di Troia si sarebbe rifugiato a Cirene.

### Fonti
- Omero, lliade VI. 196 e seguenti XI 122 e 145
- Pseudo-Apollodoro, Epitome III, 34-35

### Moderna
- Robert Graves, I miti greci, Milano, Longanesi, ISBN 88-304-0923-5.
- Angela Cerinotti, Miti greci e di roma antica, Prato, Giunti, 2005, ISBN 88-09-04194-1.
- Anna Ferrari, Dizionario di mitologia, Litopres, UTET, 2006, ISBN 88-02-07481-X.
- Anna Maria Carassiti, Dizionario di mitologia classica, Roma, Newton, 2005, ISBN 88-8289-539-4.
- Pierre Grimal, Enciclopedia della mitologia 2ª edizione, Brescia, Garzanti, 2005, ISBN 88-11-50482-1. Traduzione di Pier Antonio Borgheggiani

### Traduzione delle fonti
- Omero, Iliade, seconda edizione, Torino, Einaudi, 1990, ISBN 978-88-06-17694-5. Traduzione di Rosa Calzecchi Onesti
- Omero, Iliade, quinta edizione, Bergamo, BUR, 2005, ISBN 88-17-17273-1. Traduzione di Giovanni Cerri